# Jacques Maghoma
Jacques Ilonda Maghoma (Lubumbashi, Alto Katanga, Zaire, 23 de octubre de 1987) es un exfutbolista congoleño que jugaba de centrocampista.
Fue internacional absoluto con la selección de fútbol de la República Democrática del Congo desde 2010 hasta 2019.

## Trayectoria

### Tottenham Hotspur
Maghoma comenzó su carrera en la academia del Tottenham Hotspur en 2003. Luego de cinco años en la academia fue liberado por el entrenador Harry Redknapp en junio de 2009.

### Burton Albion
Tras su salida del Tottenham, fichó por el Burton Albion recién ascendido a la League Two, firmando un contrato por dos años.
En su última temporada con el club, fue el goleador del equipo con 18 goles en 50 encuentros, y se convirtió en el primer jugador del Burton Albion en ser nombrado jugador del año de la League Two por la PFA.

### Sheffield Wednesday
Maghoma fichó por dos años con el Sheffield Wednesday de la EFL Championship en junio de 2013.
Fue liberado del club al término de la temporada 2014-15.

### Birmingham City

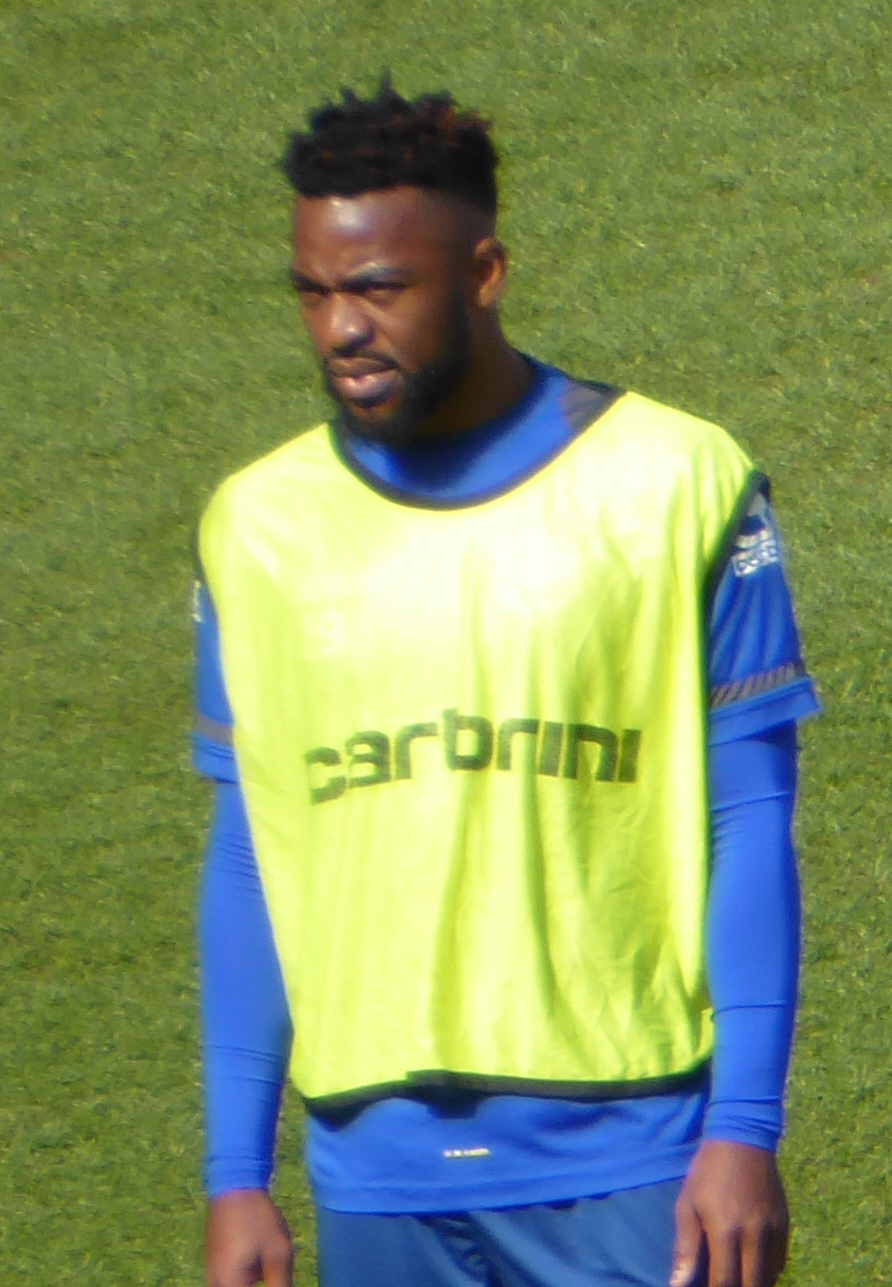
Maghoma con el Birmingham City en 2015

Fichó por el Birmingham City de la EFL Championship en junio de 2015, dirigido por su anterior entrenador Gary Rowett.
En febrero de 2018 renovó su contrato con el club por dos años y medio.  Al término de la temporada 2017-18, Maghoma ganó los premios del club de jugador de la temporada elegido por los jugadores y el elegido por los simpatizantes, luego de "su mejor campaña en el club y por su rol de líder en la batalla por evitar el descenso".
Abandonó el club en junio de 2020 una vez finalizó su contrato.
En octubre del mismo año puso rumbo a la India para jugar en el S. C. East Bengal. Tras esta experiencia regresó a Inglaterra para jugar en el Spalding United F. C.
En octubre de 2022 anunció su retirada.

## Selección nacional
Maghoma fue llamado por la selección de la República Democrática del Congo para los amistosos contra Austria y Suiza en mayo de 2010. Debutó el 20 de mayo ante Arabia Saudita.

## Vida personal
Su hermano menor, Christian, también es futbolista profesional.

## Estadísticas

### Clubes
Actualizado al último partido disputado en su carrera.
| Burton Albion F. C. Inglaterra | 4.ª           | 2009-10       | 35  | 3  | 3  | 1 | 38  | 4  |
| Burton Albion F. C. Inglaterra | 4.ª           | 2010-11       | 41  | 4  | 4  | 1 | 45  | 5  |
| Burton Albion F. C. Inglaterra | 4.ª           | 2011-12       | 36  | 4  | 3  | 1 | 39  | 5  |
| Burton Albion F. C. Inglaterra | 4.ª           | 2012-13       | 45  | 16 | 5  | 2 | 50  | 18 |
| Burton Albion F. C. Inglaterra | Total club    | Total club    | 157 | 27 | 15 | 5 | 172 | 32 |
| Sheffield Wednesday F. C. Inglaterra | 2.ª           | 2013-14       | 25  | 2  | 5  | 1 | 30  | 3  |
| Sheffield Wednesday F. C. Inglaterra | 2.ª           | 2014-15       | 32  | 0  | 4  | 1 | 36  | 1  |
| Sheffield Wednesday F. C. Inglaterra | Total club    | Total club    | 57  | 2  | 9  | 2 | 66  | 4  |
| Birmingham City F. C. Inglaterra | 2.ª           | 2015-16       | 40  | 5  | 4  | 1 | 44  | 6  |
| Birmingham City F. C. Inglaterra | 2.ª           | 2016-17       | 27  | 3  | 1  | 0 | 28  | 3  |
| Birmingham City F. C. Inglaterra | 2.ª           | 2017-18       | 41  | 5  | 3  | 0 | 44  | 5  |
| Birmingham City F. C. Inglaterra | 2.ª           | 2018-19       | 42  | 6  | 1  | 0 | 43  | 6  |
| Birmingham City F. C. Inglaterra | 2.ª           | 2019-20       | 18  | 1  | 3  | 0 | 21  | 1  |
| Birmingham City F. C. Inglaterra | Total club    | Total club    | 168 | 20 | 12 | 1 | 180 | 21 |
| S. C. East Bengal India | 1.ª           | 2020-21       | 19  | 3  | ―  | ― | 19  | 3  |
| S. C. East Bengal India | Total club    | Total club    | 19  | 3  | 0  | 0 | 19  | 3  |
| Hemel Hempstead F. C. Inglaterra | 6.ª           | 2021-22       | 4   | 0  | 1  | 0 | 5   | 0  |
| Hemel Hempstead F. C. Inglaterra | Total club    | Total club    | 4   | 0  | 1  | 0 | 5   | 0  |
| Total carrera | Total carrera | Total carrera | 405 | 52 | 37 | 8 | 442 | 60 |
| (1) Incluye datos de los play-offs de ascenso de League Two. (2) Incluye datos de FA Cup, Copa de la Liga de Inglaterra y Football League Trophy. |               |               |     |    |    |   |     |    |

### Selección nacional
| Selección                                | Temporada     | Amistosos | Amistosos | África | África | Mundial | Mundial | Total | Total |
| Selección                                | Temporada     | Part.     | Goles     | Part.  | Goles  | Part.   | Goles   | Part. | Goles |
| ---------------------------------------- | ------------- | --------- | --------- | ------ | ------ | ------- | ------- | ----- | ----- |
| Absoluta República Democrática del Congo | 2010          | 1         | 0         | -      | -      | -       | -       | 1     | 0     |
| Absoluta República Democrática del Congo | 2015          | 3         | 0         | 2      | 0      | -       | -       | 5     | 0     |
| Absoluta República Democrática del Congo | 2016          | 2         | 0         | 3      | 0      | -       | -       | 5     | 0     |
| Absoluta República Democrática del Congo | 2017          | 1         | 0         | 5      | 0      | -       | -       | 6     | 0     |
| Absoluta República Democrática del Congo | 2018          | -         | -         | 2      | 0      | -       | -       | 2     | 0     |
| Absoluta República Democrática del Congo | Total         | 7         | 0         | 12     | 0      | 0       | 0       | 19    | 0     |
| Total carrera                            | Total carrera | 7         | 0         | 12     | 0      | 0       | 0       | 19    | 0     |

## Palmarés

### Distinciones individuales
| Distinción                                                                   | Año     |
| ---------------------------------------------------------------------------- | ------- |
| Equipo del Año de la PFA: League Two                                         | 2012-13 |
| Jugador de la temporada del Birmingham City. (Elegido por los jugadores)     | 2017-18 |
| Jugador de la temporada del Birmingham City. (Elegido por los simpatizantes) | 2017-18 |